# Бредень (комуна)
Бредень, Бредені (рум. Brădeni) — комуна у повіті Сібіу в Румунії. До складу комуни входять такі села (дані про населення за 2002 рік):
- Бредень (785 осіб) — адміністративний центр комуни
- Ретіш (526 осіб)
- Целіне (160 осіб)

Комуна розташована на відстані 207 км на північний захід від Бухареста, 61 км на північний схід від Сібіу, 122 км на південний схід від Клуж-Напоки, 76 км на північний захід від Брашова.

## Населення
За даними перепису населення 2002 року у комуні проживала 1471 особа.
Національний склад населення комуни:
| Національність | Кількість осіб | Відсоток |
| -------------- | -------------- | -------- |
| румуни         | 1010           | 68,7 %   |
| цигани         | 416            | 28,3 %   |
| угорці         | 37             | 2,5 %    |
| німці          | 8              | 0,5 %    |

Рідною мовою назвали:
| Мова      | Кількість осіб | Відсоток |
| --------- | -------------- | -------- |
| румунська | 1424           | 96,8 %   |
| угорська  | 28             | 1,9 %    |
| циганська | 13             | 0,9 %    |
| німецька  | 6              | 0,4 %    |

Склад населення комуни за віросповіданням:
| Релігія                                       | Кількість осіб | Відсоток |
| --------------------------------------------- | -------------- | -------- |
| православні                                   | 1397           | 95,0 %   |
| реформати                                     | 28             | 1,9 %    |
| п'ятдесятники                                 | 27             | 1,8 %    |
| лютерани (Синодально-пресвітеріанська церква) | 8              | 0,5 %    |
| адвентисти                                    | 6              | 0,4 %    |
| бретрени                                      | 3              | 0,2 %    |
| греко-католики                                | 1              | 0,1 %    |